# Pristaulacus krombeini
Pristaulacus krombeini är en stekelart som beskrevs av Smith 1997. Pristaulacus krombeini ingår i släktet Pristaulacus och familjen vedlarvsteklar. Inga underarter finns listade i Catalogue of Life.